# Drasco

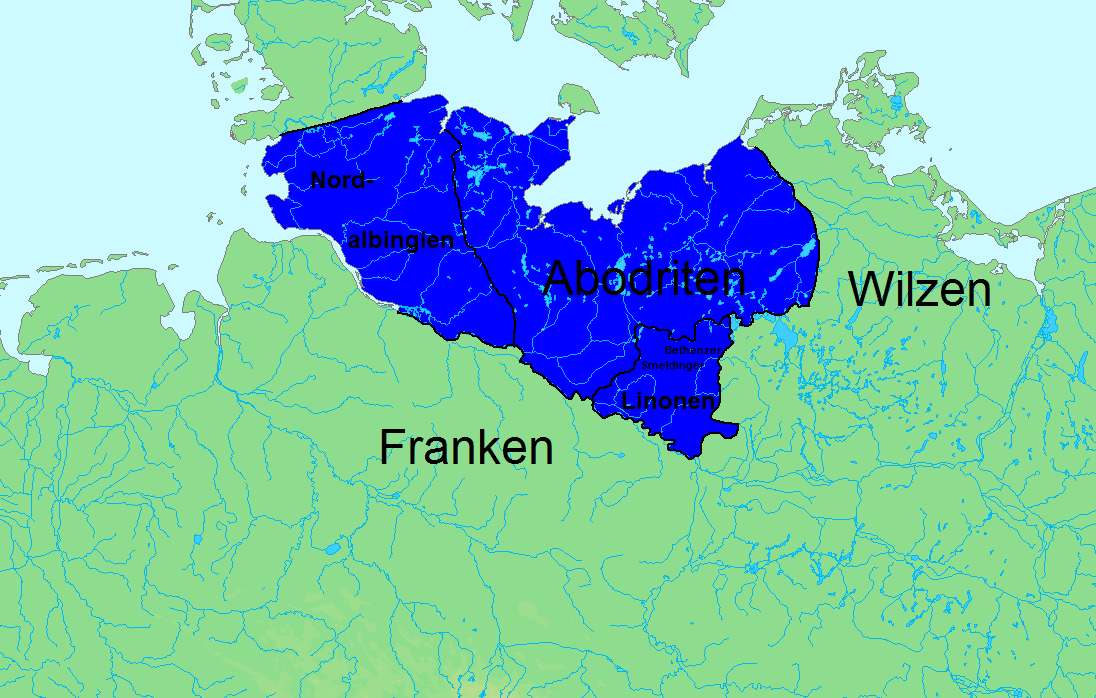
Herrschaftsgebiet des abodritischen Samtherrschers Drasco nach Überlassung Nordalbingiens durch Karl den Großen 804–810.

Drasco, slaw. Dražǐko, lat. Thrasco (* vor 789; † 810), zunächst Kleinkönig (regulus), war ab 795 Heerführer (dux) und von 804 bis zu seinem Tod 810 Samtherrscher (rex) des westslawischen Stammesverbandes der Abodriten und Vasall der Franken unter Karl dem Großen.

## Geschichtlicher Hintergrund
780 schloss Karl der Große mit den Abodriten an der damaligen Ohremündung bei Wolmirstedt ein Bündnis.
Dessen Inhalt ist zwar nicht überliefert, aber aus dem Verhalten der Abodriten in den folgenden Jahrzehnten kann abgeleitet werden, dass sie Heeresfolge, Tributzahlungen und Huldigung am fränkischen Königshof (Hoffahrt) schuldeten. Weiterhin hatte sich Karl der Große das Recht zu schiedsrichterlichen Entscheidungen bei Streitigkeiten unter den abodritischen Stämmen und die Einsetzung, zumindest aber die Bestätigung der abodritischen Heerführer und Herrscher ausbedungen. Demgegenüber leisteten die Franken militärische Unterstützung gegen Wilzen, Sachsen, Smeldinger, Bethenzer und Linonen. Das Bündnis trug also Züge eines Lehensverhältnisses, allerdings ohne dass die Franken das Gebiet der Abodriten in das Reich einbezogen oder diese missioniert hätten.
Die Abodriten hatten aufgrund ihrer exponierten geopolitischen Lage allen Anlass zum Abschluss einer Vereinbarung mit einem starken Bündnispartner: Im Norden grenzte ihr Siedlungsgebiet an das der aufstrebenden Dänen, im Osten an den slawischen Stammesverband der Wilzen, im Süden an das sächsische Ostfalen und im Westen an das ebenfalls sächsische Nordalbingien, die untereinander wechselnde Koalitionen gegen die Abodriten bildeten. Im Inneren setzte sich der Stammesverband der Abodriten Ende des 8. Jahrhunderts überdies aus zwei räumlich voneinander getrennten Herrschaftsagglomerationen einer Vielzahl von Kleinstämmen zusammen, an deren Rändern einzelne Stämme partikulare Interessen verfolgten.

## Leben
Drasco nahm 789 im Gefolge seines Vaters, des abodritischen Königs Witzan, am fränkischen Heerzug gegen die Wilzen teil. Einhard berichtet in der Vita Karoli Magni, Auslöser des Feldzuges seien fortwährende Angriffe der Wilzen gegen die Abodriten gewesen. Karl der Große selbst führte das Aufgebot aus Franken, Sachsen, Abodriten und Sorben, das an der Havel noch mit Friesen verstärkt wurde, die auf Schiffen die Elbe hinauf gefahren waren. Die Truppen verwüsteten das Land der Wilzen, die sich angesichts der gewaltigen Übermacht nicht erfolgreich verteidigen konnten. Schließlich unterwarf sich der wilzische König Dragowit und leistete Karl einen Treueid und stellte Geiseln.
Mutmaßlich im Jahre 795 folgte Drasco Witzan in die Rolle des Heerführers der Abodriten. In diesem Jahr war Witzan im Zuge der Heeresfolge gegen die Sachsen mit seinen Kriegern zu einem vereinbarten Treffpunkt mit Karl nach Bardowieck marschiert, geriet aber beim Überqueren der Elbe in einen sächsischen Hinterhalt und wurde erschlagen. Eine Bezeichnung als Heerführer (dux) erhielt Drasco in den zeitgenössischen Quellen zwar erst drei Jahre später, aber eine mehrjährige Vakanz dieser Schlüsselstellung ist sehr unwahrscheinlich.
798 errangen die Abodriten unter ihrem nunmehr auch in den Quellen als dux bezeichneten Heerführer in der Schlacht auf dem Sventanafeld in der Nähe des Ortes Bornhöved den entscheidenden Sieg über die in Nordalbingien lebenden Sachsen. Den rechten Flügel des abodritischen Heeres befehligte der Drasco unterstellte fränkische Militärberater Eburis, möglicherweise mit fränkischen Hilfstruppen. Nach dem Sieg über die Sachsen wurde Drasco ins nördliche Thüringen befohlen, wo Karl den siegreichen Feldherrn für seine Verdienste auszeichnete. Die Außergewöhnlichkeit dieser Ehrung kommt in der offiziellen fränkischen Geschichtsschreibung zum Ausdruck, wenn es in den Lorscher Annalen für das Jahr 798 heißt, Drasco habe sie erhalten, obwohl er Heide (fanatic) sei.
804 erhielt Drasco im Sommerlager Karls des Großen bei Hollenstedt die Königswürde (rex Abotritorum nomine Drosuc) über den abodritischen Stammesverband. Ob die Einsetzung nur die Anerkennung einer bereits zuvor durch die einzelnen Fürsten der Kleinstämme gefassten Entscheidung oder eine originäre Verleihung darstellt, ist umstritten. Die Metzer Annalen jedenfalls schildern, Karl der Große habe mit der Einsetzung Drascos einen Streit unter den abodritischen Fürsten um die Führung beendet. Zugleich unterstellte Karl die sächsischen Gaue in Nordalbingien, also Dithmarschen, Holstein und Stormarn, Drascos Herrschaft. Mit der Zuweisung des vordem sächsischen Siedlungsgebietes und einer – wenn auch archäologisch nur in Teilbereichen nachweisbaren – Ansiedlung der Abodriten beabsichtigte Karl einen Schutz der fränkischen Nordgrenze vor den Dänen, vor allem aber wollte er den Sachsen für den Fall einer erneuten Erhebung die Rückzugsmöglichkeit zu den Dänen abschneiden.
Bereits 808 scheiterten Karls Pläne. In einem blitzartigen Überfall landeten die Dänen unter Göttrik an der abodritischen Ostseeküste im Raum Wismar und zerstörten binnen weniger Tage mehrere Dörfer und Burgen sowie den Handelsplatz Reric. Gleichzeitig wurden die Abodriten von den verfeindeten Wilzen sowie den Smeldingern und Linonen angegriffen. Das Ausmaß der Niederlage war enorm: zwei Drittel der abodritischen Stämme fielen von Drasco ab, erkannten Göttriks Oberhoheit an und wurden ihm tributpflichtig. Godelaib, ein mit den Abodriten verbündeter Herzog mit dänischem Namen, wurde von Göttrik in Reric als Verräter gehängt. Die dänischen Kaufleute Rerics mussten den Handelsplatz verlassen und wurden in Haithabu angesiedelt. Da Drasco befürchtete, von seinen eigenen Leuten an Göttrik ausgeliefert zu werden, suchte er sein Heil in der Flucht. Seinen Sohn Ceadrag musste er dem Dänenkönig Göttrik 809 als Geisel überlassen, Eingeständnis der Niederlage und Zeichen der Unterwerfung zugleich. Die herbeieilenden Franken unter Karl dem Jüngeren hingegen kamen zu spät um noch auf der Seite der Abodriten einzugreifen: Die Dänen hatten sich mit reicher Beute, aber auch unter schweren Verlusten ebenso schnell wieder zurückgezogen, wie sie zugeschlagen hatten.
Angesichts der Überlegenheit des Dänenkönigs kündigten Teile des abodritischen Stammesverbandes Drasco die Gefolgschaft und erkannten entweder Göttrik als Herrscher an oder verfolgten wieder eigene Partikularinteressen. Der Stammesverband drohte sich aufzulösen. Dennoch gelang es Drasco, bereits ein Jahr später ein neues Heer aufzustellen, bestehend aus den Männern seines Stammes und sächsischen Hilfstruppen. Mit diesem zog er jedoch nicht gegen die Dänen, denen er eben erst den Treueeid geleistet hatte, sondern fiel in die Gebiete der mit diesen verbündeten Wilzen ein, verheerte ihre Gebiete mit Feuer und Schwert und kehrte dann siegreich und mit reicher Beute zurück. Durch diese Erfolge konnte er weitere Sachsen anwerben, eroberte bei Friedrichsruhe die größte Burg der Smeldinger und nötigte durch diese Erfolge die von ihm abgefallenen Stämme, sich ihm wieder anzuschließen.

## Tod und Nachfolge
Im Jahre 810 wurde Drasco in Reric von einem Vasallen des dänischen Königs Göttrik ermordet. Aufgrund der Bezeichnung als Vasall und dem Ort des Todes inmitten des eigenen Herrschaftsgebietes spricht viel dafür, dass es sich bei dem Attentäter um einen abodritischen Gefolgsmann Göttriks handelt. Im Gegensatz zu der im Regelfall etwas detailreicheren Chronik von Moissac halten die offiziösen Annales regni Francorum den Tod Drascos für 809 fest. Im Absatz vor dieser Mitteilung berichten sie aber davon, dass Kaiser Karl im November 809 in Aachen eine Kirchenversammlung abhielt. Im nächsten Absatz, der auch das Schicksal Drascos behandelt, wird dann jedoch auf den 15. März verwiesen, der im Folgejahr 810 einzuordnen ist.
Nach Drascos Tod bestimmte Karl der Große dessen Bruder Sclaomir zum Herrscher der Abodriten. Aber das Bündnis überdauerte Karls Tod 814 nur noch um wenige Jahre. Bereits 817 belagerten Sclaomir gemeinsam mit den Dänen erfolglos die Burg Esesfelth. Und 819 schufen die Abodriten mit Liubice einen bedeutenden militärischen Stützpunkt, von dem aus die fränkischen Gebiete südlich der Elbe bedroht wurden. Als Reaktion auf diese Bedrohung errichteten die Franken 822 die Delbende gegen die Abodriten.